# Драммонд, Маргарет (офицер)
Командант-дама Эдит Маргарет Драммонд DBE (англ. Edith Margaret Drummond; 4 сентября 1917 — 21 апреля 1987) — офицер британского флота, командант Женской вспомогательной службы ВМС (контр-адмирал флота) в 1964—1967 годах, дама-командор ордена Британской империи.

## Ранние годы
Маргарет Драммонд родилась 4 сентября 1917 года в Килмарноке (Ист-Эршир, Шотландия) в семье профессора Роберта Джеймса Драммонда и Марион Драммонд (урождённой Стрит). Училась в частной женской школе Парк в Глазго, затем в Абердинском университете, где получила в 1938 году степень магистра искусств.

## Военная карьера
В апреле 1941 года Драммонд вступила в Женскую вспомогательную службу ВМС, получив звание писаря WREN (мичмана). В октябре её повысили до 3-го офицера (младшего лейтенанта), приказ был подписан 25 сентября 1941 года. В октябре 1942 года Драммонд произведена во 2-е офицеры (лейтенанты), приказ подписан 29 августа 1942 года. В начале 1944 года присоединилась к штабу ВМФ Великобритании в Плимуте, на неё возложили административные обязанности и работу с документами в рамках подготовки к операции «Нептун». Именно Маргарет Драммонд стала первой женщиной, узнавшей о планах вторжения союзников в Нормандию.
5 апреля 1944 года был подписан приказ о присвоении Драммонд звания первого офицера (лейтенант-коммандер), звание получила официально в августе. После высадки она была направлена в Индию, где работала помощницей секретаря флагмана и затем в звании суперинтенданта (капитана ВМФ Великобритании) присоединилась к штабу флота в Индии.
По возвращении в Великобританию Маргарет Драммонд продолжила службу в качестве члена командования корабля «Донтлесс» (англ. HMS Dauntelss), в качестве руководителя учебного отделения Женской вспомогательной службы ВМС, начальницы курсов в королевском военно-морском колледже в Гринвиче, сохраняя звание суперинтенданта. В дальнейшем она была заместителем директора, а с июня 1964 по 1967 годы была директором Женской вспомогательной службы, её командантом. Звание команданта соответствовало званию коммодора ВМФ Великобритании. В 1967 году она ушла в отставку.

## Награды
В канун Нового 1960 года Драммонд была награждена орденом Британской империи и званием офицера ордена. 4 июня 1964 года назначена почётным адъютантом королевы Елизаветы II. В канун Нового 1965 года произведена в дамы-командоры ордена Британской империи и получила титул дамы.